# Why'd You Only Call Me When You're High?
Singles de Arctic Monkeys
Do I Wanna Know?
(2013) One for the Road
(2013)
Why'd You Only Call Me When You're High? est le troisième single du groupe de rock indépendant Arctic Monkeys issu de l'album AM et sorti le 11 août 2013. Le 30 août 2013, une piste audio de la face B "Stop the World I Wanna Get Off with You" sort sur la chaîne YouTube officiel du groupe,.

## Liste des pistes
| 1. | Why'd You Only Call Me When You're High? | 2:41 |

| 1. | Why'd You Only Call Me When You're High? | 2:41 |
| 2. | Stop the World I Wanna Get Off with You  | 3:11 |

## Crédits
Arctic Monkeys
- Alex Turner – Chant, guitare solo et rythmique
- Jamie Cook – Guitare solo et rythmique
- Nick O'Malley - Basse, guitare baryton, chœur
- Matt Helders - Batterie, percussions, chœur

Autre
- James Ellis Ford – Clavier

## Classements
| Classement (2013–14)                    | Meilleure position |
| --------------------------------------- | ------------------ |
| Australie (ARIA)                        | 56                 |
| Belgique (Flandre Ultratop 50 Singles)  | 31                 |
| Belgique (Wallonie Ultratop 50 Singles) | 22                 |
| Canada (Hot 100)                        | 96                 |
| France (SNEP)                           | 164                |
| Irlande (IRMA)                          | 33                 |
| Japon (Hot 100)                         | 42                 |
| Écosse (OCC)                            | 7                  |
| Royaume-Uni (UK Singles Chart)          | 8                  |
| Royaume-Uni (UK Indie Chart)            | 1                  |
| États-Unis (Hot Rock Songs)             | 14                 |
| États-Unis (Rock Airplay)               | 6                  |
| États-Unis (Alternative Songs)          | 5                  |
| États-Unis (Mainstream Rock)            | 31                 |

| Classement (2014)                | Position |
| -------------------------------- | -------- |
| US Hot Rock Songs (Billboard)    | 29       |
| US Rock Airplay (Billboard)      | 20       |
| US Alternative Songs (Billboard) | 15       |

## Historique des sorties
| Region       | Date             | Format                            | Label                    |
| ------------ | ---------------- | --------------------------------- | ------------------------ |
| Royaume-Uni, | 11 août 2013     | CD                                | Domino Recording Company |
| Royaume-Uni, | 11 août 2013     | Digital download                  | Domino Recording Company |
| Italie       | 2 septembre 2013 | Radios                            | Domino Recording Company |
| Royaume-Uni, | 2 septembre 2013 | 7"                                | Domino Recording Company |
| Royaume-Uni, | 2 septembre 2013 | Téléchargement digital (+ face B) | Domino Recording Company |